# 吸血鬼 (江戸川乱歩)
『吸血鬼』（きゅうけつき）は、江戸川乱歩の著した長編探偵小説である。1930年（昭和5年）9月から1931年（昭和6年）3月まで、『報知新聞』に掲載された。
いわゆる明智作品の一つであり、吸血鬼のような冷酷な犯人（ただし作中、犯人は「吸血鬼」とはほとんどよばれない）、名探偵明智小五郎の対決を描く。
ポプラ社の少年探偵団シリーズでおなじみの小林少年は、この作品で初めて登場する。また、ポプラ社版では結末の部分が一部カットされている。

## 主要登場人物
畑柳 倭文子（はたやなぎ しずこ）美貌の未亡人。25歳。６歳の息子がいる。その美貌ゆえに、多くの男に求愛されている。吸血鬼なる犯罪者もそのひとりと目されていて、いろいろな危険な目にあう。
三谷 房夫（みたに ふさお）畑柳未亡人の恋人。25歳の美青年。彼には何らかの過去があるらしい。
岡田 道彦（おかだ みちひこ）三谷青年と畑柳夫人を巡る決闘をして敗れ、その後消息を絶つ。のち、美術家であることが判明。
畑柳 茂（はたやなぎ しげる）6歳になる倭文子の息子。母親と同じく吸血鬼に狙われている。
恒川警部（つねかわけいぶ）警視庁の警部。警視庁の鬼警部と呼ばれている。
明智 小五郎（あけち こごろう）数々の難事件を解決した名探偵。
玉村 文代（たまむら ふみよ）明智小五郎の助手にして恋人。魔術師の事件で明智と知り合う（この時点では未だ明智と結婚していない）。
小林少年（こばやししょうねん）13歳くらいの林檎のような頬をした少年。まだ子供だが、明智小五郎の優秀な助手。

## あらすじ
美貌の未亡人倭文子を巡り、三谷と岡田は決闘を行い、岡田は敗れる。その後、岡田は失踪する。その頃から、唇のない怪人が倭文子の周囲に出没する。そして、彼女の回りで次々と人が殺されていく。こらえかねた三谷は、事件の解決を名探偵明智小五郎に依頼をする。しかし、唇のない怪人は明智を挑発するかのような行動に出る。明智はその名推理で少しずつ事件の真相に迫っていくのだが、真犯人は意外にも…。

## 収録作品
- 角川文庫『吸血鬼』（1973年7月）
- 集英社文庫『明智小五郎事件簿 7』平山雄一・編（2016年）

## 映像化リスト

### 映画
- 『氷柱の美女』（1950年3月12日、大映、久松静児監督）
出演：岡譲二、美奈川麗子、水島道太郎他

### テレビドラマ
- 『江戸川乱歩の吸血鬼・氷柱の美女』（1977年、テレビ朝日）
出演：天知茂、三ツ矢歌子、松橋登他
- 『江戸川乱歩の吸血鬼・からくり人形の美女』（1992年、テレビ朝日）
出演：西郷輝彦、美保純、山下規介他
- 金曜エンタテイメント『名探偵 明智小五郎4 吸血鬼』（1999年2月、フジテレビ）
出演：陣内孝則、黒田勇樹、有森也実他

## ラジオドラマ
- NHK-FM放送『青春アドベンチャー』にてラジオドラマ化され、2015年4月27日から5月8日の日程で放送された（全10回）[1]。